# هيجة فارع (بعدان)

تعديل مصدري - تعديل

هيجة فارع هي إحدى قرى عزلة الحيث بمديرية بعدان التابعة لمحافظة إب، بلغ تعداد سكانها 135 نسمة حسب تعداد اليمن لعام 2004.